# Cantón de Fauquembergues
El cantón de Fauquembergues era una división administrativa francesa, que estaba situada en el departamento de Paso de Calais y la región de Norte-Paso de Calais.

## Composición
El cantón estaba formado por dieciocho comunas:
- Audincthun
- Avroult
- Beaumetz-lès-Aire
- Bomy
- Coyecques
- Dennebrœucq
- Enguinegatte
- Enquin-les-Mines
- Erny-Saint-Julien
- Fauquembergues
- Febvin-Palfart
- Fléchin
- Laires
- Merck-Saint-Liévin
- Reclinghem
- Renty
- Saint-Martin-d'Hardinghem
- Thiembronne

## Supresión del cantón de Fauquembergues
En aplicación del Decreto n.º 2014-233 de 24 de febrero de 2014, el cantón de Fauquembergues fue suprimido el 22 de marzo de 2015 y sus 18 comunas pasaron a formar parte del nuevo cantón de Fruges.